# (16776) 1996 VA8
1996 في أي 8 (ويعرف أيضًا باسم (16776) 1996 في أي 8 وفق تسمية الكوكب الصغير) (بالإنجليزية: 1996 VA8)‏ هو كويكب ضمن حزام الكويكبات؛ وترتيبه 16776 من حيث الاكتشاف.
اكتُشف هذا الجُرم الفلكي بواسطة هيروشي كانيدا في 3 نوفمبر 1996.

## وصلات خارجية
- (16776) 1996 VA8 في قاعدة بيانات مختبر الدفع النفاث لأجرام النظام الشمسي الصغيرة

- الاكتشاف · مخطط المدار ·  العناصر المدارية · المعلمات المادية

- (16776) 1996 VA8 على موقع ويكي سكاي: DSS2, SDSS, GALEX, IRAS, Hydrogen α, X-Ray, Astrophoto, Sky Map, Articles and images